# Anne Voight Christiansen
Anne Voigt Christiansen (født 4. maj 1964) er en dansk skuespiller.
Anne Voigt Christiansen er uddannet fra Skuespillerskolen ved Aarhus Teater i 1993.

## Filmografi
- Min fynske barndom (1994)
- At kende sandheden (2002)
- Kongeriget, Julespecial (2002)
- Hannah Wolfe (2004)
- Camping (2009)
- Sorg og glæde (2013)
- Aminas breve (2017)

### Tv-serier
- Ørnen (2004)

## Teater
- Fakiren fra Bilbao, Aarhus teater (2016)
- MADness, Teater freezeProductions, (2016)
- Et juleeventyr, Himmerlands teater, (2015)
- Et mobilt dukkehjem, Sydhavn Teater. (2014, turne 2016)
- Suppe og Kanoner, Jomfru Ane Teatret og Svalegangen. (2008/2009)
- Grim, Jomfru Ane Teatret. (2007)
- Angst æder sjæle op, Århus Teater. (2004)
- På sporet af den tabte tid, Århus Teater. (2003)
- Det er så det nye, Limfjordsteatret. (2001)
- Snedronningen, Vejle Musikteater. (2000)
- Misery, Gjellerupscenen. (1999)
- Mågemordsmysteriet, Teamteatret. (1997)
- Miraklernes tid, Artibus. (1994)
- Gyldne tider, Århus Teater. (1993)
- Vinger, Århus teater. (1993)